# New Moon
 For alternative betydninger, se New Moon (flertydig). (Se også artikler, som begynder med New Moon)
Nymåne (eng. New Moon) er anden bog i Stephenie Meyers Tusmørke-saga. Den blev udgivet 2006.
Til forskel fra den forrige bog, Tusmørke, handler denne bog om at miste sand kærlighed.
Stephenie Meyer har på sin hjemmeside, under "New Moon : FAQ", gjort det klart, at omslaget på bogen ikke er nogen særlig henvisning til bogen. Dog refererer titel New Moon til den mørkeste fase i månens cyklus, hvilket indikerer at bogen omhandler den mørkeste periode i Bella's liv.

## Handling
Nymåne starter med, at Bella har fødselsdag, og hun er nu teknisk set ældre end Edward. Selvom hun ikke vil fejre sin fødselsdag, har Cullen-familien arrangeret en lille fejring for hende i deres hjem. Da hun skal åbne en af fødselsdagsgaverne, skærer hun sig i fingeren, så det bløder. Edwards bror, Jasper, kan ikke modstå lugten af hendes blod og prøver at angribe hende, men Edward og den anden bror, Emmett, når at stoppe ham.
Dagen efter uheldet er Edward blevet meget stille. Edward fortæller Bella, at familien bliver nødt til at rejse væk, fordi folk er ved at få mistanke om, at Carlisles alder ikke stemmer overens med virkeligheden. Sandheden er dog, at Edward er bange for at bringe Bella i fare, så for at skærme hende vil han rejse væk. I første omgang misforstår Bella ham, da hun tror, at hun skal med. Edward siger, at han ikke vil have hende med. Inden han rejser, får han Bella til at love, at hun ikke vil gøre dumme og uansvarlige ting, når han er væk - og til gengæld lover han hende, at hun aldrig vil se ham igen, og at det vil være som om, han aldrig har eksisteret. Han kysser hende på panden, og så er han væk. Bella prøver at følge efter Edward, men han er for hurtig. Hun ender med at gå rundt i skoven i timevis. Pludselig falder hun og bliver liggende på jorden. Senere finder en mand ved navn Sam Uley hende.
Der går et par måneder, før handlingen fortsætter. Bella er stadig ikke kommet over bruddet med Edward og lever nærmest som en zombie. Efter pres fra sin far, Charlie, går hun i biografen med sin veninde, Jessica. Efter filmen ser hun en mand, der ligner ham, som næsten overfaldt hende året før. Hun drages mod ham, da han råber efter hende. Pludselig hører hun Edwards stemme, som om han stod ved siden af hende, og han siger, at hun skal vende om. Hun undskylder overfor manden og går så videre med Jessica. Efter den episode er Jessica sur på hende og gider ikke være venner med hende. De bliver først venner igen til dimissionen.
Bella havde lovet Edward, at hun ikke vil gøre noget dumt, men hun føler trang til at bryde løftet, da minderne om ham er stærkeste i de situationer.
Hun finder to motorcykler hos en dreng fra hendes skole og får lov til at få dem, fordi de alligevel skal smides ud. Bella får Jacob Black til at reparere dem, og for sit store arbejde får han den ene motorcykel. De begynder at tilbringe mange timer sammen, og der opstår et nært venskab mellem Bella og den to år yngre Jacob. Langsomt får Jacob trukket hende ud af mørket, hun har levet i, og hun begynder at få det bedre.
En dag, da Bella, Mike og Jacob er i biografen, bliver Jacob syg og tager hjem. Der går lang tid, hvor han ikke må få besøg. Sandheden er, at han er blevet til en varulv, og Sam Uley, som er ulveflokkens leder, har givet en ordre om, at han ikke må se Bella mere. Før Jacob blev en varulv, var han og Bella i gang med at finde den eng, hun havde været på med Edward sidste år. De fandt den ikke, men da Jacob holder op med at være sammen med hende, går hun en dag alene ud og prøver at finde den. Hun finder engen, men pludselig dukker vampyren Laurent op. Bella er glad over at møde nogen, der minder hende om Cullen familien, så hun opdager ikke, at Laurents øjne er røde af tørsten efter blod. Da det går op for hende, at Laurent har tænkt sig at dræbe hende, hører hun Edwards stemme igen, og den siger, at hun skal lyve overfor Laurent, da han spørger, om Cullen familien stadig er i området. Da alt håb ser ud til at være ude, kommer der pludselig en flok kæmpeulve frem. De jagter Laurent uden at røre Bella. Bella er rædselsslagen og flygter så hurtigt, hun kan, ud af skoven. Hun kommer hen til sin pickup og kører hjem.
Bella finder ud af, at Jacob er en del af den ulveflok, der reddede hende fra Laurent.
Bella søger stadigvæk adrenalinfyldte aktiviteter for at føle tilknytning til Edward. En dag hopper hun fra en klippe ned i havet. Jacob redder hende op fra vandet.
Pludselig dukker Alice Cullen op, og Bella bliver i første omgang glad. Alice troede, at Bella forsøgte at begå selvmord. Det ved Edward, så nu vil han også dø, da han rejste for at beskytte hendes liv.
Bella rejser til Italien sammen med Alice for at stoppe ham. Det lykkedes, men Vultori klanen bliver opmærksom på Edwards og Alices særlige evner, og at Bella er et menneske, der kender til vampyrernes eksistens, hvilket er i strid med loven.